# Порфирий (Шутов)
Епископ Порфирий (в миру Владимир Викторович Шутов; род. 19 октября 1965, Саров, Горьковская область) — архиерей Русской православной церкви, епископ Озёрский, викарий Патриарха Московского и всея Руси. Наместник Соловецкого Спасо-Преображенского ставропигиального монастыря, директор Соловецкого государственного историко-архитектурного и природного музея-заповедника.

## Биография
Родился 19 октября 1965 года в Сарове в семье учёных, где провёл детство.
В 1988 году принял крещение, его крёстным отцом был философ Генрих Батищев.
В 1983—1989 годах обучался на экономическом факультете Московского авиационного института. Проходил программу обучения в Международном космическом университете на базе Массачусетского технологического института.
В 1992 году поступил в Донской монастырь. В 1994 году в начале Великого поста по благословению архимандрита Кирилла (Павлова) поступил на послушание в Свято-Троицкую Сергиеву лавру. В 1997 году принял здесь монашеский постриг. В 1998 году рукоположён в сан иеродиакона. Нёс послушание казначея монастыря. В 1999 году окончил Московскую духовную семинарию в Сергиевом Посаде.
2 июня 1999 года был рукоположен в сан иеромонаха.
19 апреля 2001 года награждён правом ношения наперсного креста «за понесённые труды по строительству странноприимного дома».
18 июля 2003 года в Троицком соборе Троице-Сергиевой лавры патриархом Алексием II возведён в сан игумена «за понесённые труды исполняющего обязанности казначея Лавры».
16 апреля 2004 года за патриаршим богослужением в лавре награждён палицей.
27 апреля 2006 года в Троицком соборе Троице-Сергиевой лавры патриархом Алексием II возведён в сан архимандрита.
С 27 июля 2009 года член Межсоборного присутствия Русской православной церкви.
10 октября 2009 года назначен наместником Спасо-Преображенского Соловецкого ставропигиального монастыря с освобождением от обязанностей казначея Свято-Троицкой Сергиевой лавры. С 19 ноября — директор Соловецкого государственного историко-архитектурного и природного музея-заповедника.
21 августа 2012 года в соответствии с решением Архиерейского собора 2011 года и определением Священного синода от 22 марта 2011 года Пжурнал № 29) патриарх Кирилл возвёл архимандрита Порфирия (Шутова) в сан игумена Соловецкого монастыря и вручил ему игуменский жезл.
19 октября 2015 года награждён орденом Преподобного Серафима Саровского III степени.
30 мая 2019 года избран викарием Святейшего Патриарха Московского и всея Руси с титулом «Солнечногорский».

### Архиерейство
30 августа 2019 года решением Священного синода избран викарным епископом Одинцовским. 4 сентября 2019 года в Тронном зале кафедрального соборного храма Христа Спасителя в Москве состоялось наречение архимандрита Порфирия во епископа Одинцовского. 8 сентября 2019 года в праздник Сретения Владимирской иконы Пресвятой Богородицы в храме великомученика Никиты в Старой Басманной Слободе в Москве состоялась хиротония архимандрита Порфирия во епископа Одинцовского, викария патриарха Московского и всея Руси, которую совершили патриарх Кирилл, митрополит Тверской и Кашинский Савва (Михеев), митрополит Сингапурский и Юго-Восточно-Азиатский Сергий (Чашин), архиепископ Калининградский и Балтийский Серафим (Мелконян), архиепископ Каширский Феогност (Гузиков), архиепископ Южно-Сахалинский и Курильский Аксий (Лобов), епископ Дмитровский Феофилакт (Моисеев), епископ Воскресенский Дионисий (Порубай), епископ Нарьян-Марский и Мезенский Иаков (Тисленко), епископ Сергиево-Посадский Парамон (Голубка), епископ Павлово-Посадский Фома (Мосолов), епископ Зеленоградский Савва (Тутунов), епископ Солнечногорский Алексий (Поликарпов).
13 апреля 2021 года Священный Синод в связи с образованием Одинцовской епархии определил епископу Порфирию именоваться епископом Озёрским.
18 июля 2021 года на YouTube-канале Соловецкого монастыря, а также на страницах монастыря в разных социальных сетях была размещена видеозапись обращения епископа Порфирия, касающееся вакцинации от коронавируса. В проповеди он заявил, что компоненты вакцины от коронавируса «встраиваются в геном человека, изменяют, модифицируют его», а также усомнился в том, что в «человеке с генетически отредактированным геномом» «образ Божий остался неповрежденным». На следующий день он благословил удалить данную видеозапись поскольку в своих словах обратился к аргументам, «выходящим за рамки его знаний» и породил ошибочные суждения. По словам главы синодального отдела Московского патриархата по взаимоотношениям Церкви с обществом и СМИ Владимир Легойда: «Владыка Порфирий — достойный монах и опытный наместник монастыря, но вопросы генетики не относятся к области его профессиональных знаний. Понятно пастырское стремление успокоить и ободрить людей, но в данном случае это привело к распространению непрофессиональной и спорной информации, что сам владыка с сожалением признал».

## Интервью
- Архимандрит Порфирий: Соловецкий монастырь. Архивная копия от 10 августа 2013 на Wayback Machine // «Покров», № 6. 2012.
- Порфирий (Шутов), архим. Открыть дверь Соловецкой тайны. И шагнуть. (недоступная ссылка)
- Наместник Соловецкого монастыря архимандрит Порфирий (Шутов) об открытом письме жителей Соловков. Архивная копия от 4 марта 2016 на Wayback Machine
- Интервью наместника Соловецкого монастыря — Архимандрита Порфирия для газеты «Дорога к храму». (недоступная ссылка)
- Архимандрит Порфирий (Шутов): Соловки можно сравнить с Афоном. Архивная копия от 20 апреля 2020 на Wayback Machine // Официальный сайт Соловецкого Монастыря, 17 апреля 2013.
- Архимандрит Порфирий (Шутов): «Надо быть бодрым и жить в работе». Архивная копия от 21 июня 2013 на Wayback Machine // patriarchia.ru, 18 июня 2013
- На своем месте делать своё дело. Интервью с наместником Соловецкого монастыря архимандритом Порфирием (Шутовым). Архивная копия от 22 мая 2014 на Wayback Machine // patriarchia.ru, 21 мая 2014.
- Архимандрит Порфирий (Шутов): Соловки, подобно Афону, представляют собой и развивают в себе целый монашеский мир. Архивная копия от 11 сентября 2015 на Wayback Machine // patriarchia.ru, 6 сентября 2015.
- Наместник Соловецкого монастыря архимандрит Порфирий (Шутов): Не превращать Соловки в поле подозрений и раздора. Архивная копия от 28 ноября 2015 на Wayback Machine // patriarchia.ru, 27 ноября 2015.